# Seznam dílů seriálu Zápisník smrti
Toto je seznam dílů seriálu Zápisník smrti. Japonský animovaný seriál Zápisník smrti měl premiéru 3. října 2006 na stanici Nippon TV.

## Přehled řad
| Řada | Díly | Premiéra v Japonsku | Premiéra v Japonsku | Premiéra v ČR | Premiéra v ČR |
| Řada | Díly | První díl           | Poslední díl        | První díl     | Poslední díl  |
| ---- | ---- | ------------------- | ------------------- | ------------- | ------------- |
| 1    | 37   | 3. října 2006       | 26. června 2007     | vysíláno      | vysíláno      |

## Seznam dílů
| Č. v seriálu | Původní název   | Český název    | Režie                        | Scénář          | Premiéra v Japonsku |
| --- | --------------- | -------------- | ---------------------------- | --------------- | ------------------- |
| 1 | Šinsei 新生     | Znovuzrození   | Tecuró Araki a Kei Tsunemacu | Tošiki Inoue    | 3. října 2006       |
| Středoškolský student Light Jagami nalezne tajemný zápisník, který se jmenuje Zápisník smrti a poté postupuje podle pokynů, které jsou v deníku napsány a zjistí jeho děsivou moc. |                 |                |                              |                 |                     |
| 2 | Taikecu 対決    | Konfrontace    | Tomohiko Itó                 | Tošiki Inoue    | 10. října 2006      |
| Záhadný detektiv L zkoumá Lightovo zabíjení a chystá na něj past. |                 |                |                              |                 |                     |
| 3 | Torihiki 取引   | Jednání        | Hirojuki Cučija              | Tošiki Inoue    | 17. října 2006      |
| Ryuk informuje Lighta, že ho někdo sleduje, a také mu vypráví o dohodě s šinigamiho očima. |                 |                |                              |                 |                     |
| 4 | Cuiseki 追跡    | Pronásledování | Naojasu Hanjú                | Tošiki Inoue    | 24. října 2006      |
| Po větším testování Zápisníku smrti se Light pokouší dozvědět jméno člověka, který ho pronásleduje. |                 |                |                              |                 |                     |
| 5 | Kakehiki 駆引   | Taktika        | Micuhiro Joneda              | Tošiki Inoue    | 31. října 2006      |
| Light využívá Raye Penbera, aby se zbavil agentů FBI v Japonsku. Lightův otec se stává šéfem vyšetřování v případu Kira. |                 |                |                              |                 |                     |
| 6 | Hokorobi 綻び   | Odhalení       | Ojunamu                      | Jasuko Kobajaši | 7. listopadu 2006   |
| Zbývající členové vyšetřovacího týmu se setkávají s L osobně. Light zkoumá svoje předchozí akce a snaží se přijít na to, co by mohlo ohrozit jeho identitu. |                 |                |                              |                 |                     |
| 7 | Donten 曇天     | Zataženo       | Tomohiko Itó                 | Šódži Jonemura  | 14. listopadu 2006  |
| Light se musí zbavit Naomi Misorové, bývalé agentky FBI, která by ho mohla odhalit. |                 |                |                              |                 |                     |
| 8 | Mesen 目線      | Záře           | Makoto Beššo                 | Tošiki Inoue    | 21. listopadu 2006  |
| Light objevuje ve svém pokoji kamery a přichází s plánem, jak se zbavit podezření od L. |                 |                |                              |                 |                     |
| 9 | Seššoku 接触    | Setkání        | Jukio Okazaki                | Tošiki Inoue    | 28. listopadu 2006  |
| K většímu přiblížení k Lightovi se mu sám L představuje. |                 |                |                              |                 |                     |
| 10 | Giwaku 疑惑     | Pochyby        | Šindži Osamura               | Tošiki Inoue    | 5. prosince 2006    |
| L začíná zkoumat Lighta prostřednictvím tenisu a pak spolu hovoří o případu Kira. |                 |                |                              |                 |                     |
| 11 | Tocunjú 突入    | Napadení       | Naojasu Hanjú                | Šódži Jonemura  | 12. prosince 2006   |
| Druhý Kira drží jako rukojmí japonskou televizní stanici, aby předala světu vzkaz. Ukáže se, že druhý Kira je Misa Amanová, která se chce osobně setkat s Kirou. |                 |                |                              |                 |                     |
| 12 | Koigokoro 恋心  | Láska          | Hirojuki Cučija              | Tošiki Inoue    | 26. prosince 2006   |
| L pozve Lighta do vyšetřovacího týmu, aby mu pomohl zjistit identitu druhého Kiry. |                 |                |                              |                 |                     |
| 13 | Kokuhaku 告白   | Zpověď         | Micuhiro Joneda              | Tošiki Inoue    | 9. ledna 2007       |
| Misa Amanová objeví, že Light je Kira, a setká se s ním. |                 |                |                              |                 |                     |
| 14 | Tomodači 友達   | Přítel         | Tomohiko Itó                 | Šódži Jonemura  | 26. ledna 2007      |
| Light vymýšlí plán na odstranění L pomocí Misy a Rem. |                 |                |                              |                 |                     |
| 15 | Kake 賭け       | Sázka          | Ojunamu                      | Jasuko Kobajaši | 23. ledna 2007      |
| L zatýká Misu po získání důkazů proti ní a ona musí obětovat něco významného pro ochranu Lighta. |                 |                |                              |                 |                     |
| 16 | Kecudan 決断    | Rozhodnutí     | Makoto Beššo                 | Tošiki Inoue    | 30. ledna 2007      |
| Light se vzdává obou Zápisníků smrti spolu se svými vzpomínkami na ně. Obrací se k L pod dozor. |                 |                |                              |                 |                     |
| 17 | Šikkó 執行      | Poprava        | Rjósuke Nakamura             | Tošiki Inoue    | 3. února 2007       |
| Padesát dnů se Light ani Misa nepřiznali, a tak jsou L a Soičiro nuceni přijmout drastické opatření. |                 |                |                              |                 |                     |
| 18 | Nakama 仲間     | Spojenec       | Šindži Osamura               | Šódži Jonemura  | 13. února 2007      |
| Po urovnání svých problému začínají L a Light vyšetřovat firmu Jocubu společně. L také najímá nové členy do týmu. |                 |                |                              |                 |                     |
| 19 | Macuda 松田     | Macuda         | Eiko Niši                    | Jasuko Kobajaši | 20. února 2007      |
| Macuda skončí v problémech, když vyšetřuje Jocubu sám a jeho společníci se snaží vymyslet plán na jeho záchranu. |                 |                |                              |                 |                     |
| 20 | Kosoku 姑息     | Provizorium    | Hirojuki Cučija              | Tošiki Inoue    | 27. února 2007      |
| Vyšetřovací tým začíná se svým plánem najít Kiru v Jocubě. |                 |                |                              |                 |                     |
| 21 | Kacujaku 活躍   | Provedení      | Micuhiro Joneda              | Tošiki Inoue    | 6. března 2007      |
| Když Misa hraje svoji úlohu v plánu, tak přijde do styku s Rem, která jí vypráví o všem, co se stalo, když byla druhý Kira. |                 |                |                              |                 |                     |
| 22 | Júdó 誘導       | Rada           | Naoto Hašimoto               | Tošiki Inoue    | 13. března 2007     |
| Po zjištění identity Kiry v Jocubě na něj začíná hon týmem L. |                 |                |                              |                 |                     |
| 23 | Kjósó 狂騒      | Vztek          | Tomohiko Itó                 | Šódži Jonemura  | 20. března 2007     |
| Vědomí, že byl Higuči (Kira) odhalen, ho nutí bojovat všemi prostředky, které má na svojí straně. |                 |                |                              |                 |                     |
| 24 | Fukkacu 復活    | Oživení        | Hisato Šimoda                | Šódži Jonemura  | 27. března 2007     |
| Se Zápisníkem smrti, který má Light opět ve svých rukou, využívá svých vzpomínek, aby pokračoval v plánu. |                 |                |                              |                 |                     |
| 25 | Činmoku 沈黙    | Ticho          | Micujuki Masuhara            | Tošiki Inoue    | 3. dubna 2007       |
| Lightova konfrontace s L se blíží ke konci. Rem je podvedena Lightem a zabíjí Watariho a L, přičemž je přesvědčena, že tím Mise zachraňuje život. |                 |                |                              |                 |                     |
| 26 | Saisei 再生     | Obnova         | Tomohiko Itó                 | Tomohiko Itó    | 10. dubna 2007      |
| Light opět začíná soudit zločince, aby vytvořil svůj nový svět. Většina z této epizody se točí kolem souhrnu předešlých epizod, které vypráví L. |                 |                |                              |                 |                     |
| 27 | Júkai 誘拐      | Únos           | Tomio Jamauči                | Tošiki Inoue    | 17. dubna 2007      |
| O pět let později se objevují Near a Mello, stojící v Lightově cestě. |                 |                |                              |                 |                     |
| 28 | Šósó 焦燥       | Netrpělivost   | Eiko Niši                    | Tošiki Inoue    | 24. dubna 2007      |
| Near kontaktuje Lighta a spolupracují, aby zachránili Sayu. |                 |                |                              |                 |                     |
| 29 | Čičioja 父親    | Otec           | Tomohiko Itó                 | Tošiki Inoue    | 1. května 2007      |
| Ponížený tím, že předal Zápisník smrti do Mellových rukou, aby zachránil svou dceru, staví Soičiro sám sebe do nebezpečné situace, aby získal Zápisník smrti zpět. |                 |                |                              |                 |                     |
| 30 | Seigi 正義      | Spravedlnost   | Hideki Itó                   | Šódži Jonemura  | 8. května 2007      |
| Po získání důležitých informací od Mella začíná Near podezřívat Lighta. Light však vyhraje nad vládou USA a přichystá na Neara past. |                 |                |                              |                 |                     |
| 31 | Ijó 移譲        | Přesun         | Hisato Šimoda                | Jasuko Kobajaši | 15. května 2007     |
| Light ví o Nearově podezření, a proto zadává Mise záložní plán. |                 |                |                              |                 |                     |
| 32 | Sentaku 選択    | Výběr          | Hironobu Aojagi              | Jasuko Kobajaši | 22. května 2007     |
| Mikami zvolí nového mluvčího Kijomi Takadovou, starou přítelkyni Lighta, aby nahradila Demegawu. Light najde způsob, jak se setkávat s Takadovou. |                 |                |                              |                 |                     |
| 33 | Čóšó 嘲笑       | Pohrdání       | Tecuhito Saitó               | Šódži Jonemura  | 29. května 2007     |
| Near dorazí do Japonska se svou skupinou a začínají vyšetřovat Mikamiho. |                 |                |                              |                 |                     |
| 34 | Koši 虎視       | Ostražitost    | Eiko Niši                    | Šódži Jonemura  | 5. června 2007      |
| Aizawa používá trik, kterým zjišťuje pravdu o Lightovi. Později SPK bere Misu a Mogiho pod svoji ochranu. |                 |                |                              |                 |                     |
| 35 | Sacui 殺意      | Zloba          | Tomohiko Itó                 | Tošiki Inoue    | 12. června 2007     |
| V odvážné operaci úspěšně Mello unáší Takadovou, která slouží jako překážka mezi Nearovými a Lightovými plány. Během únosu je Matt zabit bezpečnostními sílami Takadové. Takadová zabíjí Mella. Light jí pak nařídí spáchat sebevraždu. |                 |                |                              |                 |                     |
| 36 | 1.28            | 1.28           | Takajuki Hirao               | Tošiki Inoue    | 19. června 2007     |
| Každý vymyslel strategii, aby se Light a Near mohli setkat tváří v tvář. Light vykonává plán pomocí Teru Mikamiho, zatímco Near je přesvědčen, že stránky použity Mikamim jsou falešné, tak se přiznává k tomu, že je pozměnil. |                 |                |                              |                 |                     |
| 37 | Šinsekai 新世界 | Nový svět      | Tecuró Araki                 | Tošiki Inoue    | 26. června 2007     |
| Boj mezi Kirou a jeho pronásledovateli se konečně blíží ke konci. Near přiznává, že Zápisník smrti Mikamiho je falešný a říká, že Light přišel pozdě. Light zoufale tvrdí, že to na něj Near vše připravil, ale nakonec začne psát Nearovo jméno do Zápisníku smrti. Než to stihne dokončit, je několikrát postřelen Macudou, který se zlobí, že Light nechal svého otce zemřít zbytečně. Mezitím co se Light válí na podlaze v utrpení, Mikami v šílenství spáchá sebevraždu. Lightovi se podaří uniknout z přístaviště, ale je zabit Ryukem, který použije svůj Zápisník smrti, jak zněla dohoda a aby nezažil tolik trápení. |                 |                |                              |                 |                     |

## Televizní filmy
| Č. | Původní název                                                     | Režie        | Scénář                                                       | Premiéra v Japonsku |
| -- | ----------------------------------------------------------------- | ------------ | ------------------------------------------------------------ | ------------------- |
| 1  | Desu Nóto Riraito: Genšisuru kami DEATH NOTE リライト·幻視する神  | Tecuró Araki | Tošiki Inoue, Šódži Jonemura a Jasuko Kobajaši               | 31. srpna 2007      |
| 2  | Desu Nóto Riraito 2: L o cugu mono DEATH NOTE リライト2 Lを継ぐ者 | Hideki Inoue | Tošiki Inoue, Tecuró Araki, Šódži Jonemura a Jasuko Kobajaši | 22. srpna 2008      |